# Nephtys gravieri
Nephtys gravieri är en ringmaskart som beskrevs av Augener 1913. Nephtys gravieri ingår i släktet Nephtys och familjen Nephtyidae. Inga underarter finns listade i Catalogue of Life.